# Stanley Military Cemetery

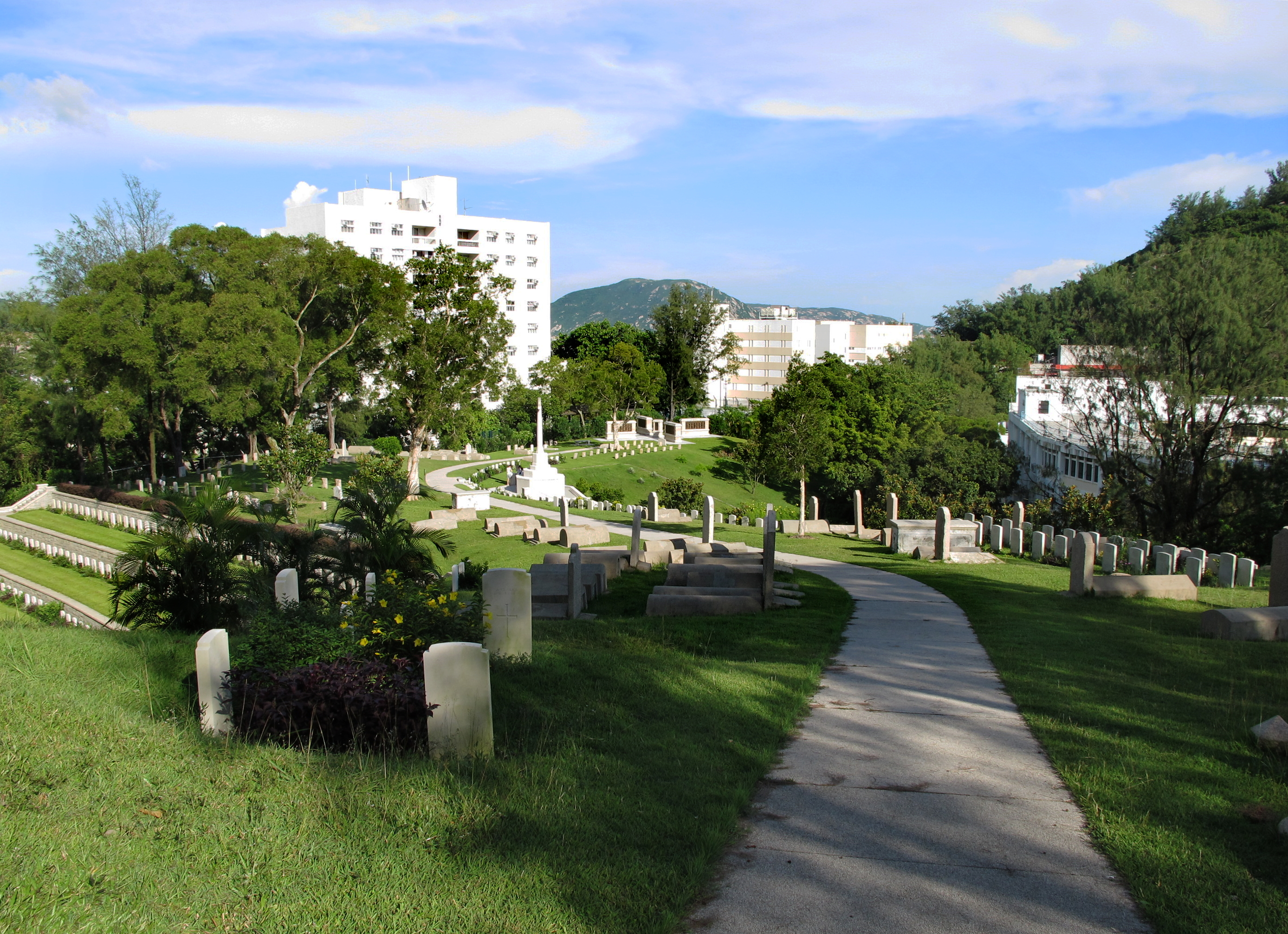
Stanley Military Cemetery 2010.

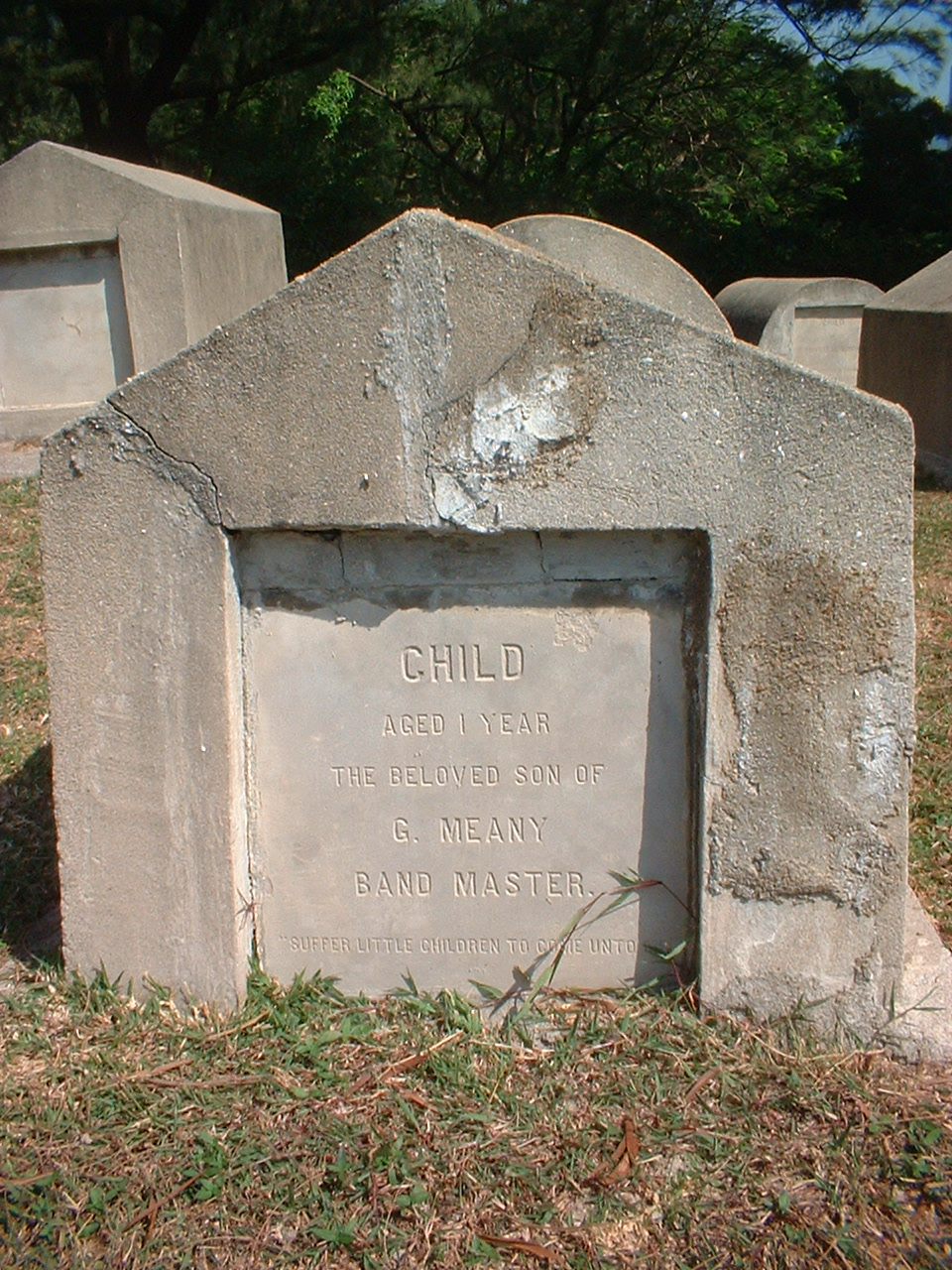
Frühe Bestattungskammer einer Soldatenfamilie auf dem Stanley Military Cemetery

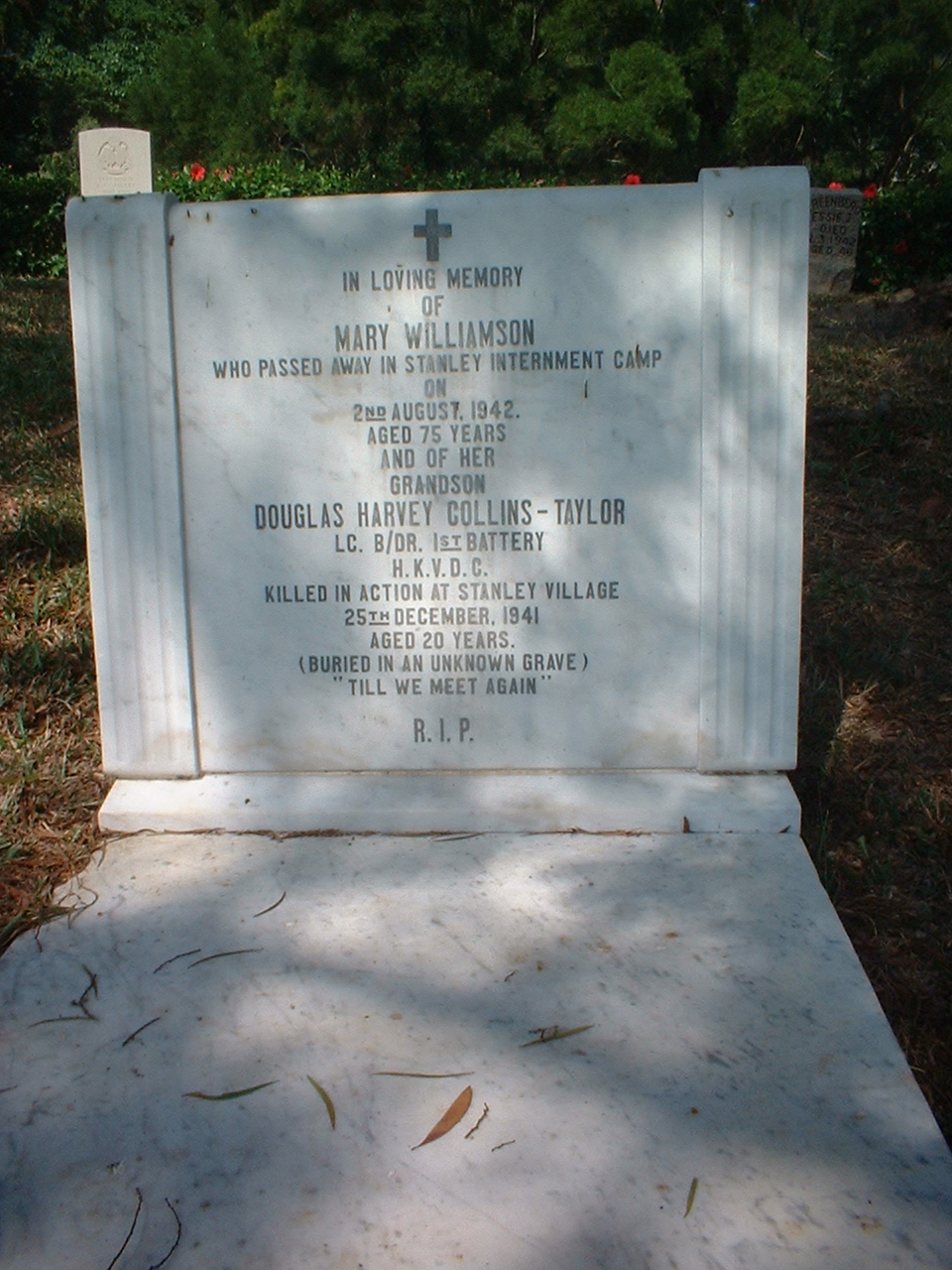
Grab von Mary Williamson, die im Stanley Camp starb, und ein Kenotaph-Denkmal für ihren Enkel, Lance Corporal Douglas H. Collins-Taylor vom Hong Kong Volunteer Defence Corp., der im Kampf in Stanley Village getötet wurde. Dieses Grab gibt einige Hinweise auf die letzte Phase der Verteidigung von 1941..

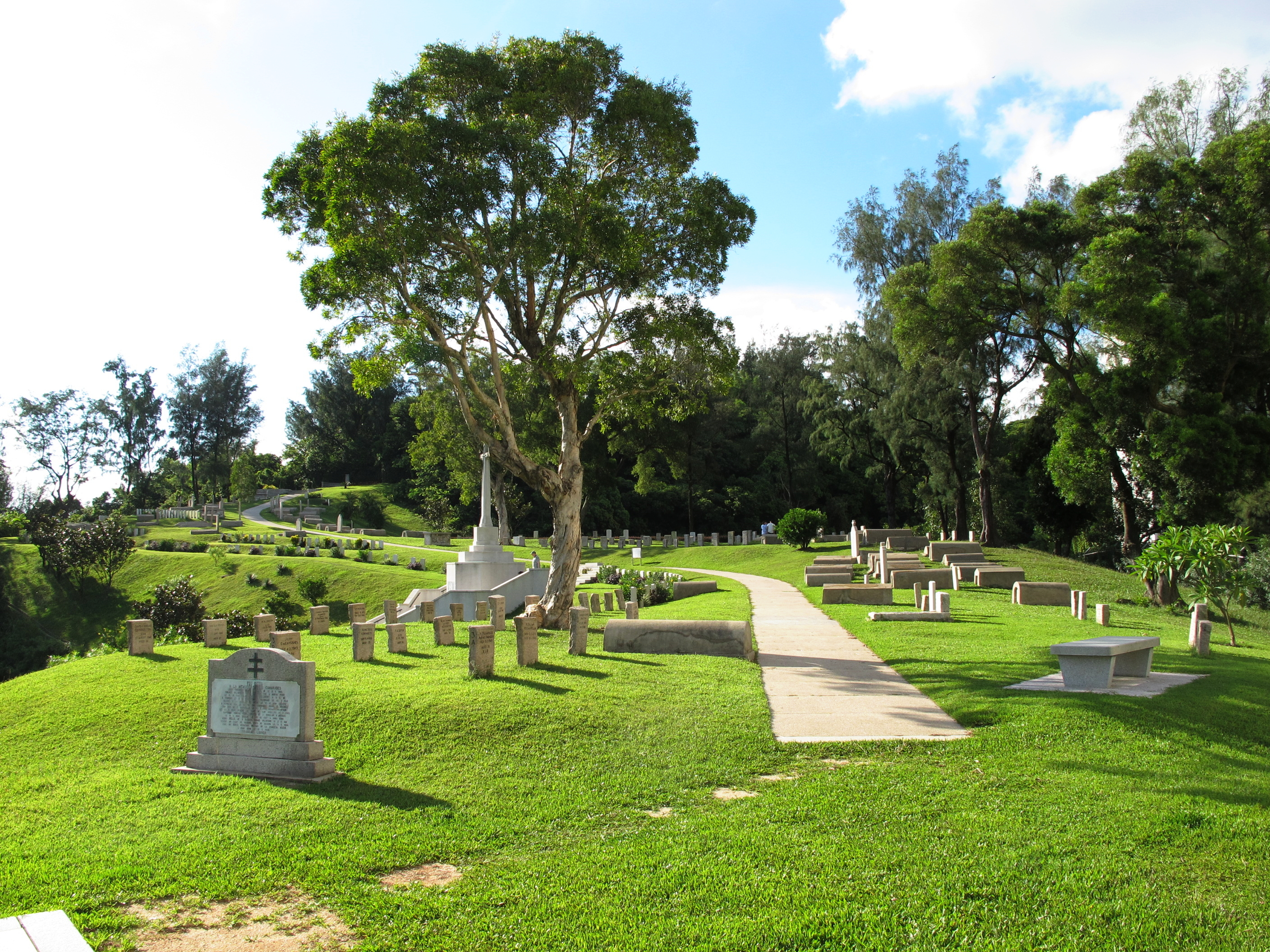
Gräber von Gefangenen des Stanley Camp. Die Mitgefangenen verwendeten alle Steine, deren habhaft werden konnten, als Grabsteine.

Stanley Military Cemetery (chinesisch 赤柱軍人墳場, Pinyin Chìzhù Jūnrén Fénchǎng, Jyutping: Chek chyúh gwān yàhn fàhn, Cek3 cyu5 gwan1 jan4 fan4 coeng4) ist ein Friedhof in der Nähe von St. Stephen’s Beach in Stanley, Hongkong. Zusammen mit dem größeren Hong Kong (Happy Valley) Cemetery ist er einer von zwei Militärfriedhöfen der früheren Kronkolonie Hongkong, die zwischen 1841 und 1866 für die Bestattung der Mitglieder der Garnison und ihrer Familien genutzt wurden. Bis zum Zweiten Weltkrieg (1939–1945) fanden hier keine weiteren Bestattungen statt.
Der Friedhof hat eine annähernd dreieckige Form und steht auf einem Gelände, das von der Straßenseite her steil ansteigt. Man erreicht ihn über eine Treppe, die zum Cross of Sacrifice hinaufführt, mit steilen Grashängen auf beiden Seiten.

## Der Friedhof und die Verteidigung von Hongkong
Am 8. Dezember 1941 begann Japan mit der Invasion Hongkongs, die am Weihnachtstag desselben Jahres mit der britischen Kapitulation endete. Stanley Village war eines der letzten Schlachtfelder der Verteidigung. Die Royal Rifles of Canada, viele Einheiten des Hong Kong Volunteer Defence Corps und Abteilungen der Middlesex waren dort stationiert. Am Nachmittag des Weihnachtstags kam es auf dem Friedhof selbst zu Kämpfen, als die D Company der Royal Rifles of Canada versuchte, die vorrückenden Japaner von Bungalow C fernzuhalten.
Nach der britischen Kapitulation wurde der Großteil der westlichen Zivilisten in Hongkong im Internierungslager Stanley eingesperrt, zu dem das Gelände des St. Stephen’s College und die Wärterunterkünfte des Gefängnisses (heute das Stanley-Gefängnis von Hongkong) gehörten. Das Militärpersonal wurde hingegen in das Lager North Point, das Kriegsgefangenenlager Sham Shui Po, das Lager Ma Tau Chung oder das Lager Argyle Street geschickt. Aufgrund des Mangels an Nahrungsmitteln und Medikamenten im Lager starben viele Menschen in Stanley und wurden damals hier begraben. Diese „rohen Gräber“ („raw graves“) sind noch immer in ihrer ursprünglichen Form erhalten. Nach der japanischen Kapitulation wurden auch viele andere Kriegstote aus diesem Teil Hongkongs auf dem Friedhof erneut bestattet.

## Bestattungen im Laufe des 20. Jahrhunderts
Auf dem Friedhof befinden sich 598 Gräber aus dem Zweiten Weltkrieg (darunter auch nichtbritische alliierte Soldaten und zwei Angehörige der Polizei von Hongkong, HKPF, 香港警務處). Von diesen Gräbern sind 175 nicht identifiziert und 96 sind Zivilisten (darunter vier Kinder). Eric Moreton, ein methodistischer Missionar, der an den Folgen seiner Verletzungen starb, die er sich während der Kämpfe am Royal Naval Hospital am 26. Dezember 1941 zugezogen hatte, als er in Wanchai einen Krankenwagen fuhr, ist ebenfalls auf dem Friedhof begraben.
Kriegstote aus der Zeit der Verteidigung vom 19. bis 26. Dezember 1941 wurden auf den Parzellen 5–6 (Plot 5–6) des Friedhofs begraben. Unter ihnen waren einige Kanadier, die drei Wochen vor der Invasion nach Hongkong geschickt worden waren (die Mehrheit der vielen Kanadier, die damals starben, ist in Sai Wan begraben).
Eine weitere nennenswerte Gruppe von Personen, die dort begraben oder deren Gedenkort dort ist, sind jene, die in der British Army Aid Group dienten, welche Kriegsgefangenen aus Hongkong oder anderen japanisch besetzten Gebieten bei der Flucht nach China half und die militärischen Anforderungen für den Widerstand in diesen Gebieten regelte. Unter ihnen war Captain Mateen Ahmed Ansari, der ursprünglich beim 5./7. Rajput-Regiment war, aber nach der Kapitulation vom Kriegsgefangenenlager Ma Tau Chung aus der British Army Aid Group zugeteilt wurde. Er wurde außerdem posthum mit dem Georgs-Kreuz ausgezeichnet. Auch Colonel Lance Newnham vom Middlesex Regiment, John Alexander Fraser von der British Army Aid Group, Captain Douglas Ford von den Royal Scots und Flight Lieutenant Hector Gray von der Royal Air Force wurden aus demselben Grund posthum mit dem Georgs-Kreuz ausgezeichnet.
Bei Spot 8 sind einige Bestattungen aus der Zeit nach dem Krieg zu finden.
Außerdem gibt es drei Gedenkstätten für Opfer des Ersten Weltkriegs (einer vom Hong Kong Volunteer Defence Corps und zwei vom Chinese Labour Corps), die anderswo auf dem Gelände begraben waren und deren Gräber heute verloren sind.
Die größere Gruppe der Militärgräber aus dem Zweiten Weltkrieg befindet sich auf dem Sai Wan War Cemetery in Chai Wan.

## Galerie

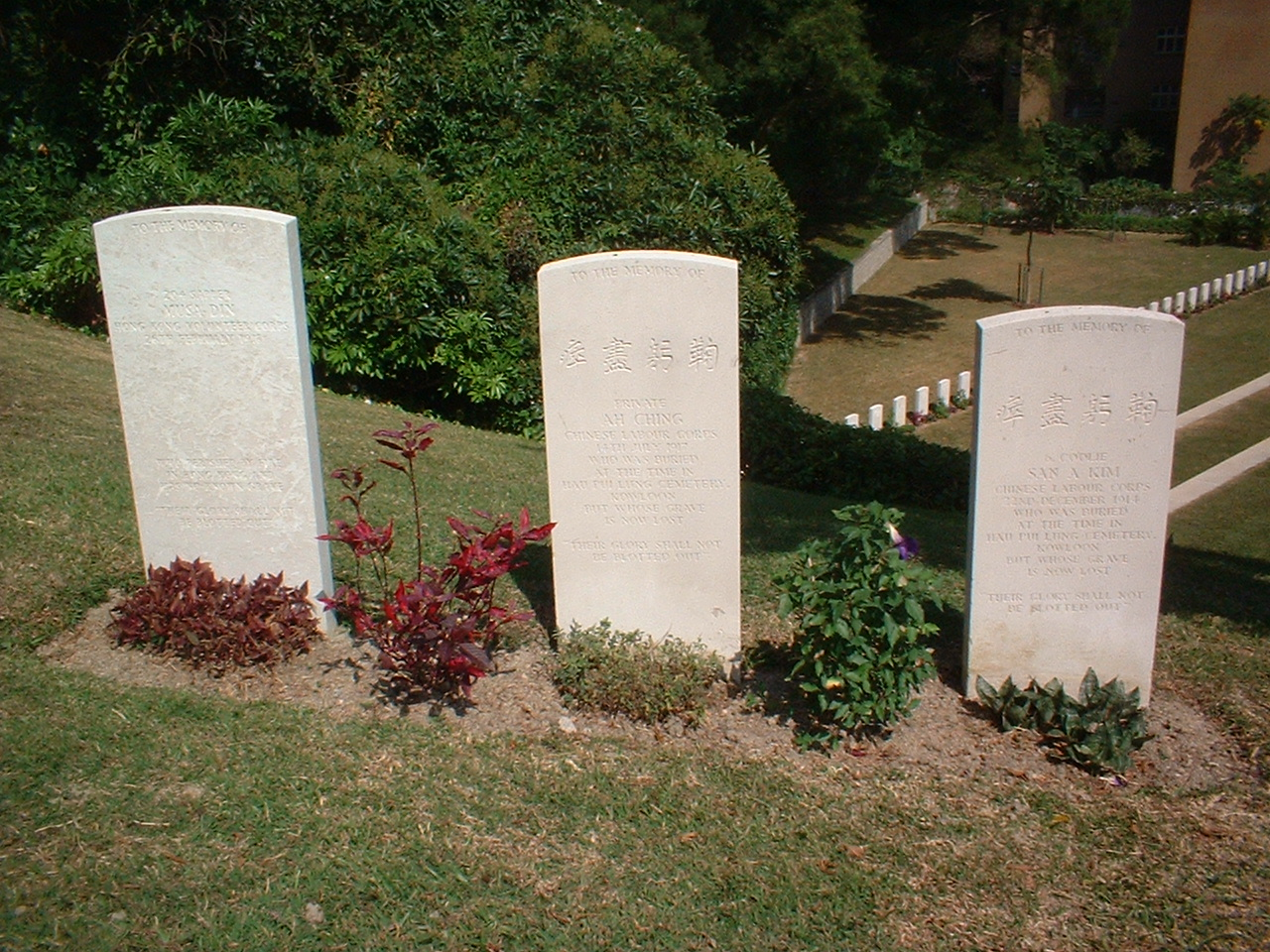
Gedenkstätte für die Bestatteten des Ersten Weltkrieges.
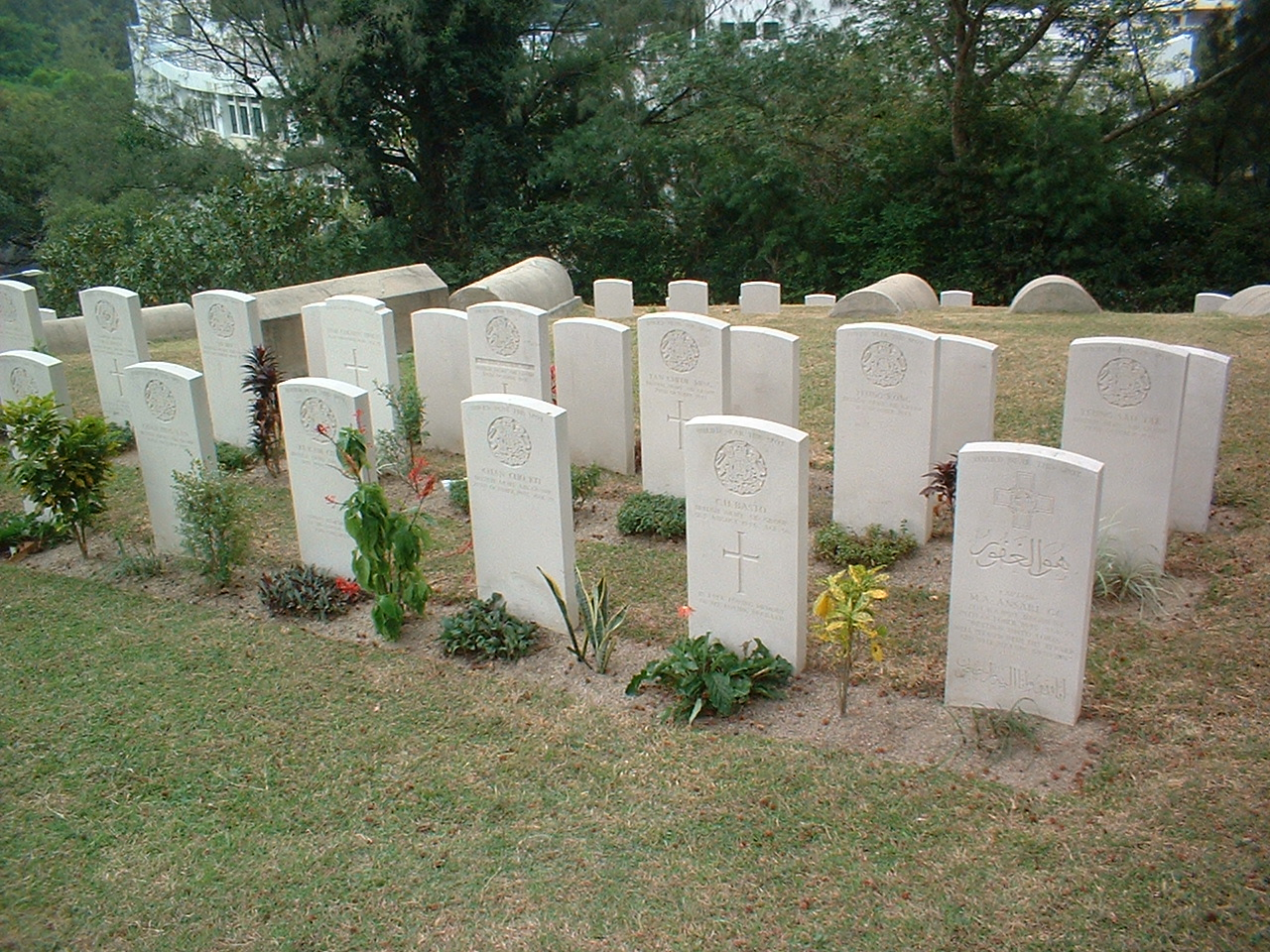
Begräbnisstätte der Gefallenen des Zweiten Weltkrieges
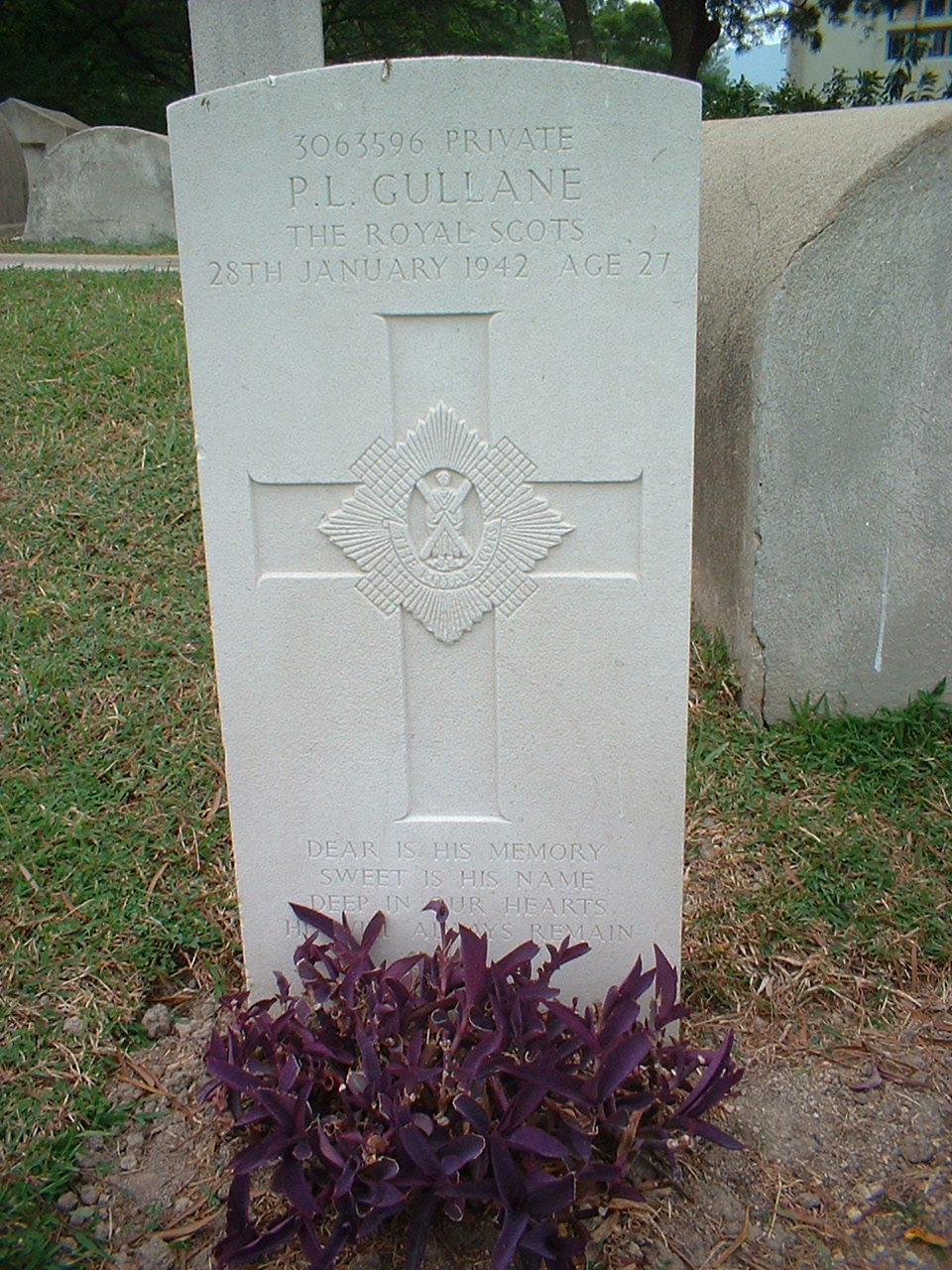
Grab von Pvt. P.L. Gullane von den Royal Scots.
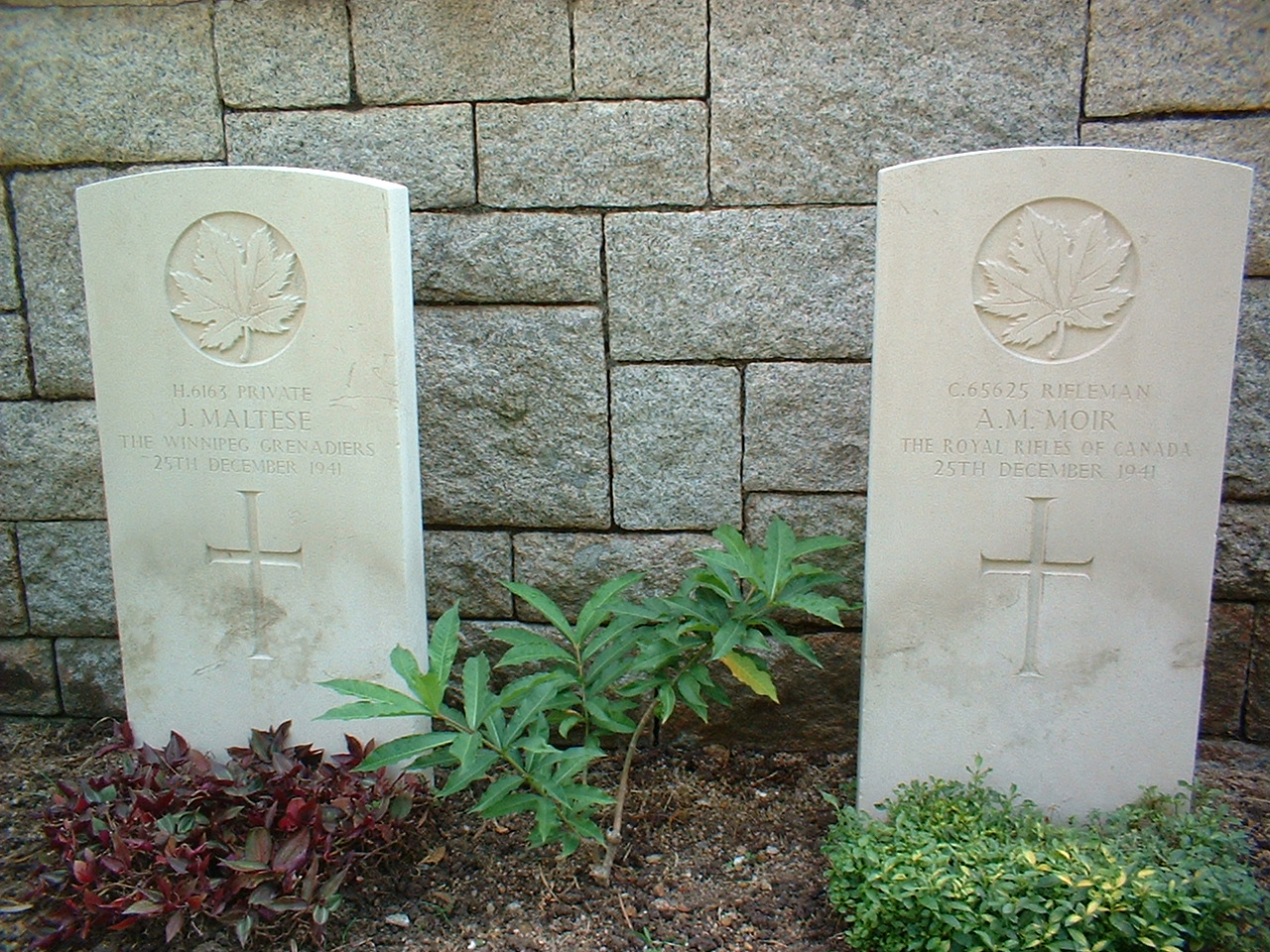
Gräber der Pvt. J. Maltese (Winnipeg Grenadiers) und Rifleman A.M. Moir (Royal Rifles of Canada).
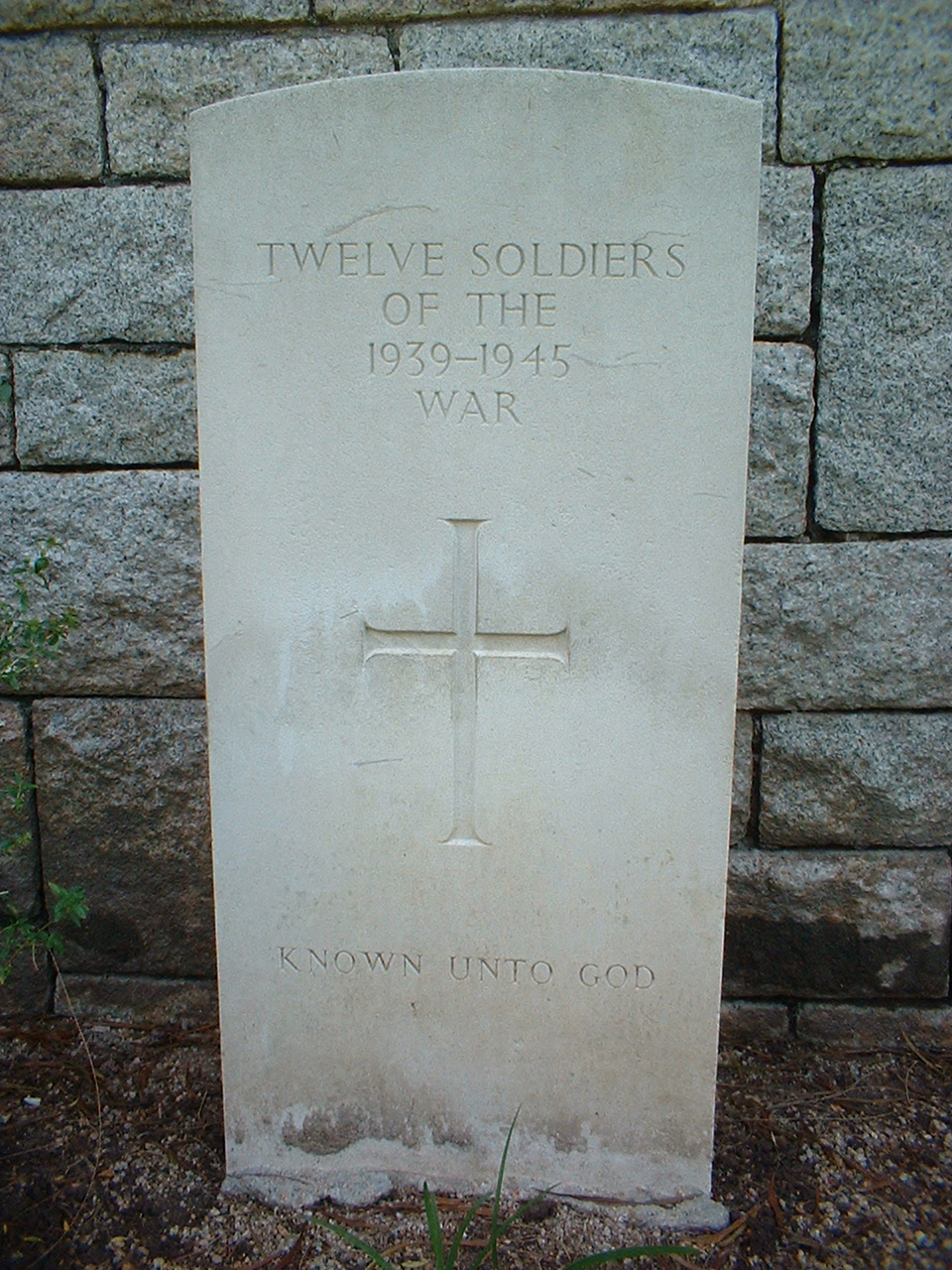
Stein für 12 unbekannte Soldaten